# 10168 Стоуні Рідж
10168 Стоуні Рідж (10168 Stony Ridge) — астероїд головного поясу, відкритий 4 лютого 1995 року.
Тіссеранів параметр щодо Юпітера — 3,324.